# Santuari de Hikawa-Naka
El santuari de Hikawa (氷川神社, Hikawa-jinja), també conegut com a santuari de Hikawa-Naka (仲町氷川神社, Naka-chō jinja) és un santuari xintoista del barri de Senju-Naka-chō, al districte especial d'Adachi, a Tòquio, Japó. L'edificació està construïda segons l'estil arquitectònic tradicional shinmei zukuri.

## Deïtats consagrades
- Susanoo

## Història
El santuari fou construït en algun moment entre els anys 901 i 923, durant l'era Engi. Originàriament localitzat al sud-est de la ubicació actual, es traslladà al lloc contemporàni l'any 1616.
Dins del santuari hi ha un santuari auxiliar o setsumatsusha anomenat "santuari de Sekiya". Es creu que aquest setsumatsusha es trobava originalment a l'actual barri de Senju-Sekiya-chō, però que acabà sent traslladat a l'actual santuari de Hikawa.